# فان جونسون (مغنية)
فان جونسون (بالإنجليزية: Vann Johnson)‏ (13 نوفمبر، 1960 – 27 سبتمبر، 2017) هي مغنّية من الولايات المتحدةسجلت أغنيات مع فنانين مثل مايكل بولتون، ونيل يونغ وذا تيمبتشينز, وياني. أظهرت فان في ألبوم ياني الموسيقي المباشر وفي فيديو ألبوم تريبيوت (ألبوم)، حيث غنت أغنيتها الأولى على الإطلاق «لوف إز أول». كانت عضواً مميزاً في فترة ذا هاوس، التي شكلت عنصراً أساسياً في البرنامج التلفزيوني ذا سينغينغ بي الأمريكي.

## تسجيلاتها الموسيقية
- رسائل Messages (2000) - ألبوم يصدر لأول مرة [6]

## وفاتها
توفيت فان جونسون في 27 سبتمبر 2017 بسبب مرض السرطان.

## وصلات خارجية
- الموقع الرسمي
 on Archive.org; original website down
- فان جونسون على موقع ميوزك برينز (الإنجليزية)
- Profile at Reflections an Unofficial Yanni fan page